# Zamek w Blois
Zamek w Blois (fr. château de Blois) – jeden z największych zamków w dolinie Loary. Znajduje się w mieście Blois, w departamencie Loir-et-Cher we Francji.
Zamek był siedzibą wielu królów Francji. To właśnie stąd w 1429 Joanna d’Arc udała się do Reims, aby uzyskać błogosławieństwo arcybiskupa przed wyprawą mającą na celu oswobodzenie Orleanu obleganego przez Anglików. Jego poszczególne części składowe powstawały na przestrzeni wielu wieków (XIII-XVII w.). Za panowania króla Ludwika Filipa I – w 1841 – zamek został sklasyfikowany jako zabytek.

## Historia
- IX wiek - pierwszą warownia zbudowana przez hrabiów Blois. Najstarsze zachowane pozostałośXII tej warowni to Sala Stanów, wieża Foix i szczątki murów obronnych z XIII wieku
- 1498 - ustanowiony siedzibą króla Francji przez Ludwika XII
- 1515 - przebudowa zamku przez Franciszka I
- 1635 - ostatnia przebudowa zamku według planów François Mansarta, ale już po 3 latach zamek popadł w zapomnienie
- 1788 - zamek przeznaczony do rozbiórki, która została wstrzymana ze względu na zorganizowanie tam koszar wojskowych
- 1842 - dzięki aktywności pisarzy romantycznych zamek zostaje uznany za zabytek i rozpoczyna się jego restauracja. Pracami kierował Félix Duban, przywracając zamkowi  wygląd z końca XV wieku